# Dom Towarowy „Pedant”
Dom Towarowy „Pedant” – dom towarowy w Katowicach, położony przy ulicy 3 Maja 11, na terenie dzielnicy Śródmieście.
Był to pierwszy tego typu obiekt powstały po II wojnie światowej w Polsce, którego oficjalne otwarcie odbyło się 30 października 1948 roku. W późniejszych czasach był on kilkukrotnie przebudowany, a swoją obecną nazwę ma od lat 70. XX wieku. Oficynę budynku zajmuje Teatr Bez Sceny.

## Historia
Pierwszym budynkiem przy ówczesnej Industriestraße (późniejsza ulica 3 Maja) 11 był jednopiętrowy obiekt z dwupiętrową, zwieńczoną tympanonem częścią środkową. Pod koniec XIX wieku właściciel budynku Arnold Cohn rozbudował budynek. W 1907 roku oficynę kamienicy zaadaptowano na kino „Grand Kinematograph”, które działało tam do 1915 roku. W latach międzywojennych budynek stał się własnością Miejskich Domów Mieszkaniowych. W tym czasie na parterze i w podwórzu budynku znajdowały się sklepy, hurtownie i zakłady usługowe. W 1945 roku kamienica spłonęła.
W miejscu spalonej kamienicy pod nr. 11 powstał dom towarowy. Pierwszy niezrealizowany projekt budynku Państwowej Centrali Handlowej w Katowicach opracowano w 1946 roku w krakowskim przedsiębiorstwie Budowle Przemysłowe. Zaprojektowano wówczas obiekt siedmiokondygnacyjny – dwie pierwsze na cele handlowe, pozostałe na biura i mieszkania dla pracowników PCH. Architektonicznie budynek był utrzymany w stylu przedwojennego modernizmu. W tym samym biurze projektowym powstał w 1947 roku zrealizowany później projekt domu handlowego, w którym nastąpiła zasadnicza zmiana układu przestrzennego budynku.
Państwowy Dom Towarowy został wybudowany w 1948 roku, a jego oficjalnie otwarcie odbyło się 30 października tego samego roku. Był to pierwszy dom towarowy powstały w okresie Polski Ludowej. Już w dniu otwarcia na fasadzie budynku wisiał pierwszy neon – był nim niewielki trzyliterowy skrótowiec „PDT”.
W 1962 roku zmodernizowano parter gmachu, wyburzając nadproże pierwotnie dzielące witrynę na dwie części i zastępując lastriko kamienną okładziną. Dokonano także przebudowy wnętrz PDT-u, a także zamontowano nowy neon. Projekt przebudowy został opracowany przez Wojciecha Migockiego z katowickiego oddziału Pracowni Sztuk Plastycznych.
Na początku lat 70. XX wieku dom towarowy przy ulicy 3 Maja 11 nosił już nową nazwę – „Pedant”. Po 1971 roku dokonano dalszych prac modernizacyjnych domu towarowego, a w 2005 roku budynek zmodernizowano.
Oficyna budynku w czasach Polski Ludowej była zapleczem i archiwum Domu Handlowego „Pedant”, potem była sklepem obuwniczym, a dalej pustostanem. W 2013 roku piętro w oficynie budynku przy ulicy 3 Maja 11 zajął Teatr A Part. W tym samym obiekcie, na parterze ulokowano Teatr Bez Sceny Andrzeja Dopierały.
W październiku 2013 roku z „Pedanta” wyprowadził się ostatni najemca – sklep marki Deichmann, który został przeniesiony do sąsiedniej Galerii Katowickiej, oddanej do użytku jeszcze w tym samym roku. Jednocześnie wraz z zakończeniem remontu ulicy 3 Maja zaczęły się przy niej koncentrować placówki z odzieżą second-hand. W „Pedancie” sklep tego typu w lipcu 2014 roku zajmował trzy piętra.
W 2017 roku na oficynie Domu Towarowego „Pedant” powstał mural autorstwa Mony Tusz.

## Charakterystyka

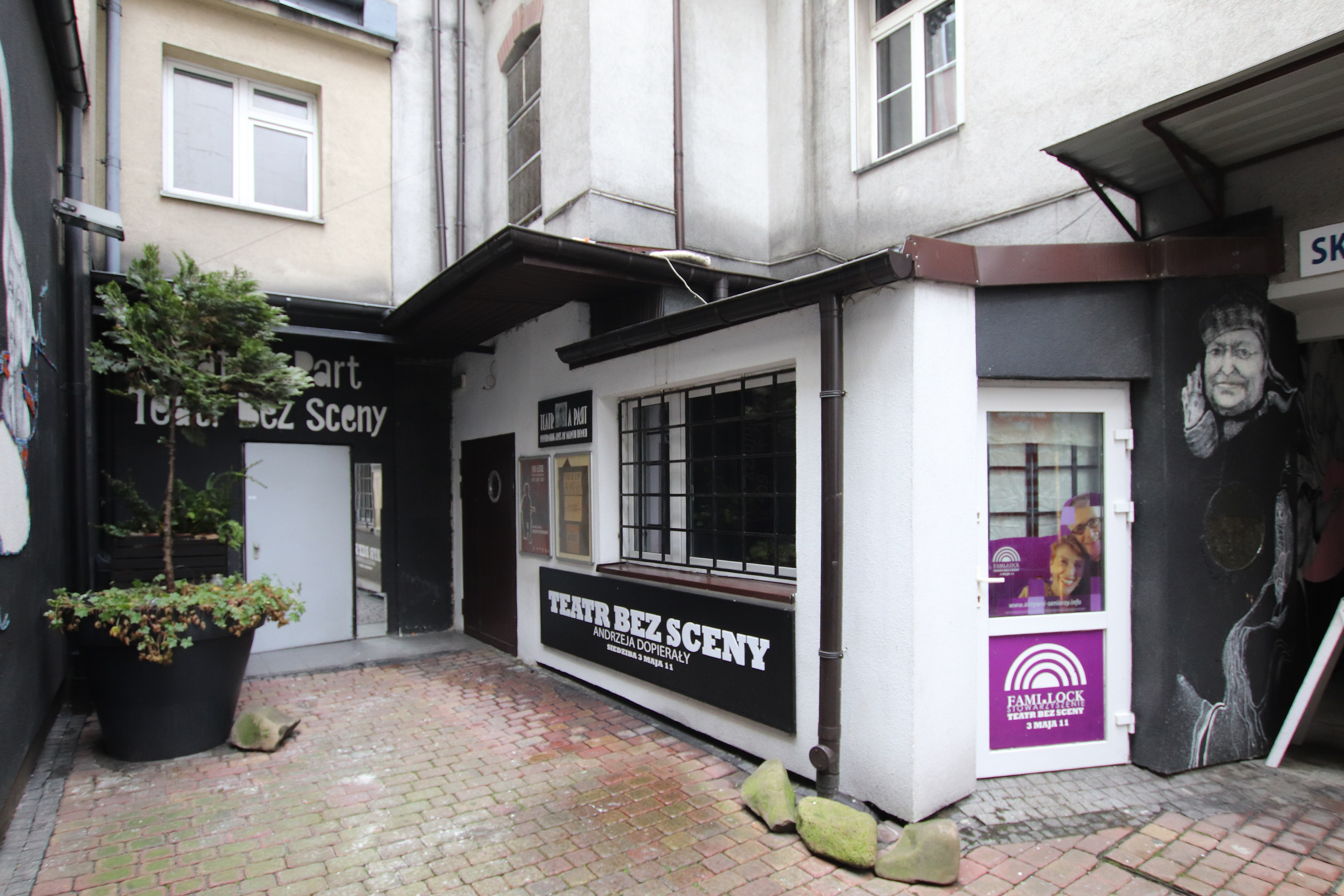
Wejście do Teatru Bez Sceny w oficynie budynku (2021)

Dom Towarowy „Pedant” to dom towarowy, położony przy ulicy 3 Maja 11 w Katowicach, na terenie dzielnicy Śródmieście.
Jest to obiekt o konstrukcji żelbetowej. Powierzchnia użytkowa budynku wynosi 2 582,18 m², a powierzchnia zabudowy 617 m². Liczy 6 kondygnacji nadziemnych i 1 podziemną. Pierwotnie dwa pierwsze piętra „Pedanta” zostały odmiennie zaakcentowane, natomiast na powyższych znajdują się cienkie lizeny przebiegające przez niemal całą wysokość budynku.
W piwnicach zaprojektowano pomieszczenia na magazyny, kotłownie i toalety. Parter i dwa pierwsze piętra ukształtowano w formie obszernych hal z dość gęstą siecią słupów, na trzecim i czwartym piętrze urządzono biura, a na piątym piętrze mieszkanie oraz salę konferencyjną.
Ma tutaj siedzibę m.in. Śląska Okręgowa Izba Architektów Rzeczypospolitej Polskiej. Poza tym, według stanu z końca 2023 roku w budynku funkcjonuje m.in. apteka i drogeria. Parter oficyny domu „Pedant” zajmuje natomiast kameralny teatr dramatyczny – Teatr Bez Sceny Andrzeja Dopierały.
Dom Towarowy „Pedant” wpisany jest do gminnej ewidencji zabytków miasta Katowice.